# Dissident Aggressor
«Dissident Aggressor» —  пісня англійського хеві-метал-гурту Judas Priest, яка вперше була випущена на альбомі Sin After Sin у 1977 році. Концертна версія пісні 2010 року з альбому A Touch of Evil: Live отримала премію «Греммі» 2010 року за найкраще метал-виконання.

## Опис та аналіз
«Dissident Aggressor» закриває альбом Sin After Sin, плавно переходячи з повільної балади «Here Come the Tears». Грається агресивно на двох гітарах у швидкому темпі з кричущим вокалом і «важкими» бас-гітарою і ударними. У пісні представлено те, що Rolling Stone описує як «драйвові гітарні рифи», гітаристи К. К. Даунінґ і Ґленн Тіптон обмінюються соло в пісні. Rolling Stone далі описує пісню як «апокаліптичний епос».

## Вплив на жанр
Пісня стала прикладом стилю зі збільшенням «темпу та агресивності», який пізніше був прийнятий іншими гуртами.
Американський треш-метал-гурт Slayer зробив кавер на пісню для свого альбому South of Heaven. За іронією долі Slayer були номіновані на премію «Греммі» за найкраще метал-виконання в 2010 році за пісню «Hate Worldwide», але програли новій концертній версії Priest, згаданій вище.
Пісня також була виконана американською рок-групою Halestorm на EP Reanimate 2.0: The Covers.

## Склад
- Роб Гелфорд — вокал
- К. К. Даунінґ — гітара
- Ґленн Тіптон — гітара
- Іен Гілл — бас-гітара
- Саймон Філліпс — ударні